# Analytical Data Interchange Format
Das Analytical Data Interchange Format kurz ANDI ist ein standardisiertes Dateiformat basierend auf netCDF für chromatographische Daten. Im Vergleich zu dem textbasierten JCAMP-DX ist es nicht mehr menschenlesbar und lässt sich nicht mehr einfach validieren.